# Theridion transgressum
Theridion transgressum là một loài nhện trong họ Theridiidae.
Loài này thuộc chi Theridion. Theridion transgressum được Alexander Petrunkevitch miêu tả năm 1911.